# 动作深度效应
在视觉感里，动作深度效应指的是三维物体的结构在运动时能被识别。 在没有深度线索的情况下， 这可能是人们可以识别物体形状的唯一感知机制。
对于三维视觉的形成，广义上有两个解释。第一个解释与视网膜有关， 三维物体在视网膜上的成像模式或许与二维平面不同。 另一个推测有关于过去对物体的经历， 但这没有解释过去的经历对现在的视觉感知有什么具体的关系。